# Desmond Parsons
Pour les articles homonymes, voir Parsons.
Desmond Edward Parsons, né le 13 décembre 1910 et mort le 4 juillet 1937, est un aristocrate britannique qui fut remarqué comme esthète et un des « jeunes gens parmi les plus fascinants de sa génération ». Il eut une amitié passionnée avec James Lees-Milne, fut aimé d'Harold Acton et Robert Byron l'aima sans retour.

## Biographie
Desmond Edward Parsons naît le 13 décembre 1910, troisième et dernier enfant de William Parsons, 5ᵉ comte de Rosse, et de la comtesse née Frances Lois Lister-Kaye (1882-1984), et frère puiné de Bridget Parsons et de Michael Parsons.
Il suit ses études à Eton où il noue une amitié passionnée avec James Lees-Milne, puis il étudie à Oxford et ensuite à Sandhurst,.

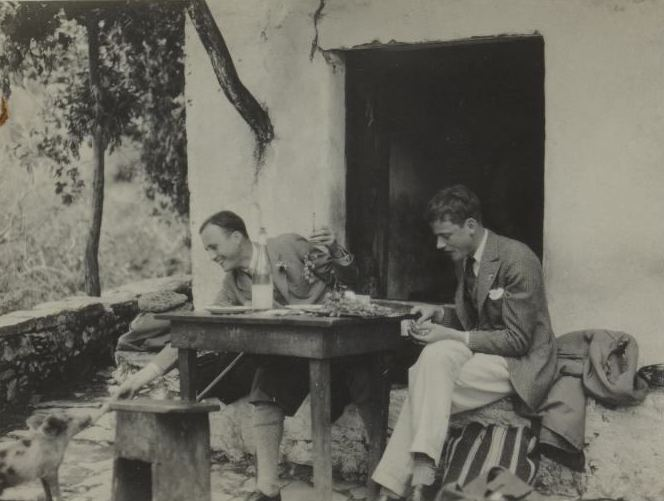
Robert Byron et Desmond Parsons en Chine.

En 1934, Desmond Parsons, qui était un linguiste brillant, voyage en Chine pour retrouver son ami intime, Harold Acton, qui séjournait à Pékin pour donner des cours à l'université nationale de Pékin. Selon les amis d'Acton, Parsons fut « un véritable amour de sa vie »,.
Parsons visite en Chine les grottes de Dun Huang. Il s'empare d'une fresque en se servant d'outils, mais il est pris alors qu'il allait la déposer dans son automobile . Il est libéré grâce à l'intervention du consulat britannique. Les photographies de son voyage sont plus tard acquises par le Courtauld Institute of Art.
Parsons est aimé de l'écrivain voyageur Robert Byron, mais cet amour n'est pas réciproque. Ils habitent ensemble à Pékin, où Parsons développe la maladie de Hodgkin. Son frère, qui était venu le rejoindre, parvient à le ramener en Europe où il meurt à Zurich, le 4 juillet 1937. Byron meurt en 1941, lorsque le bateau sur lequel il avait embarqué est torpillé par un sous-marin allemand.

## Legs

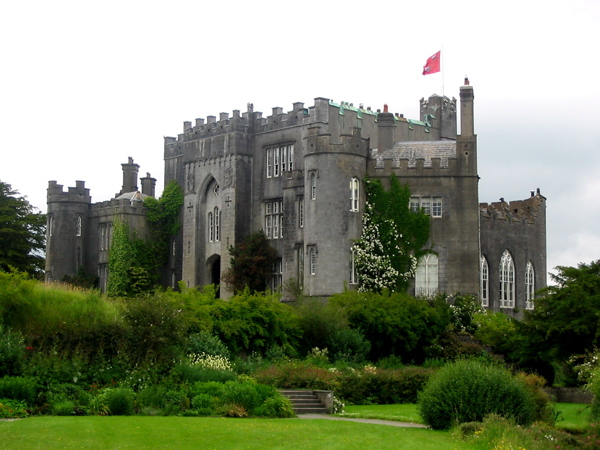
Château de Birr.

Au début de la Seconde Guerre mondiale, Harold Acton transmet au château de Birr (château familial des Parsons) la collection d'art chinois de Parsons.

## Sources de la traduction
- (en) Cet article est partiellement ou en totalité issu de l’article de Wikipédia en anglais intitulé « Desmond Parsons » (voir la liste des auteurs).